# Susanne Wuest
Susanne Wuest (Viena, 26 de setembre de 1979) és una actriu austríaca.

## Biografia
Susanne Wuest va rebre formació des de la primera infància a petició pròpia (ballet, piano, cant, claqué, lliçons de parla) i va treballar en diversos teatres quan era adolescent. Després d'acabar l'escola, va començar a treballar al Vienna Volkstheater i va participar en els primers papers en diverses pel·lícules de televisió i cinema. El 2004, va interpretar a l'empleada del supermercat Sonja a Antares de Götz Spielmann, que intenta suïcidar-se amb la seva gelosia i desesperació, i va ser nominada al Premi Undine 2005 en la categoria "Millor actriu jove en un llargmetratge". Antares va ser presentada per Àustria com a nominació a l'Oscar en la categoria Millor pel·lícula en llengua estrangera l'any 2005 i es va projectar en més de 20 festivals internacionals de cinema. La pel·lícula també es va distribuir a Alemanya, França i Amèrica del Nord.

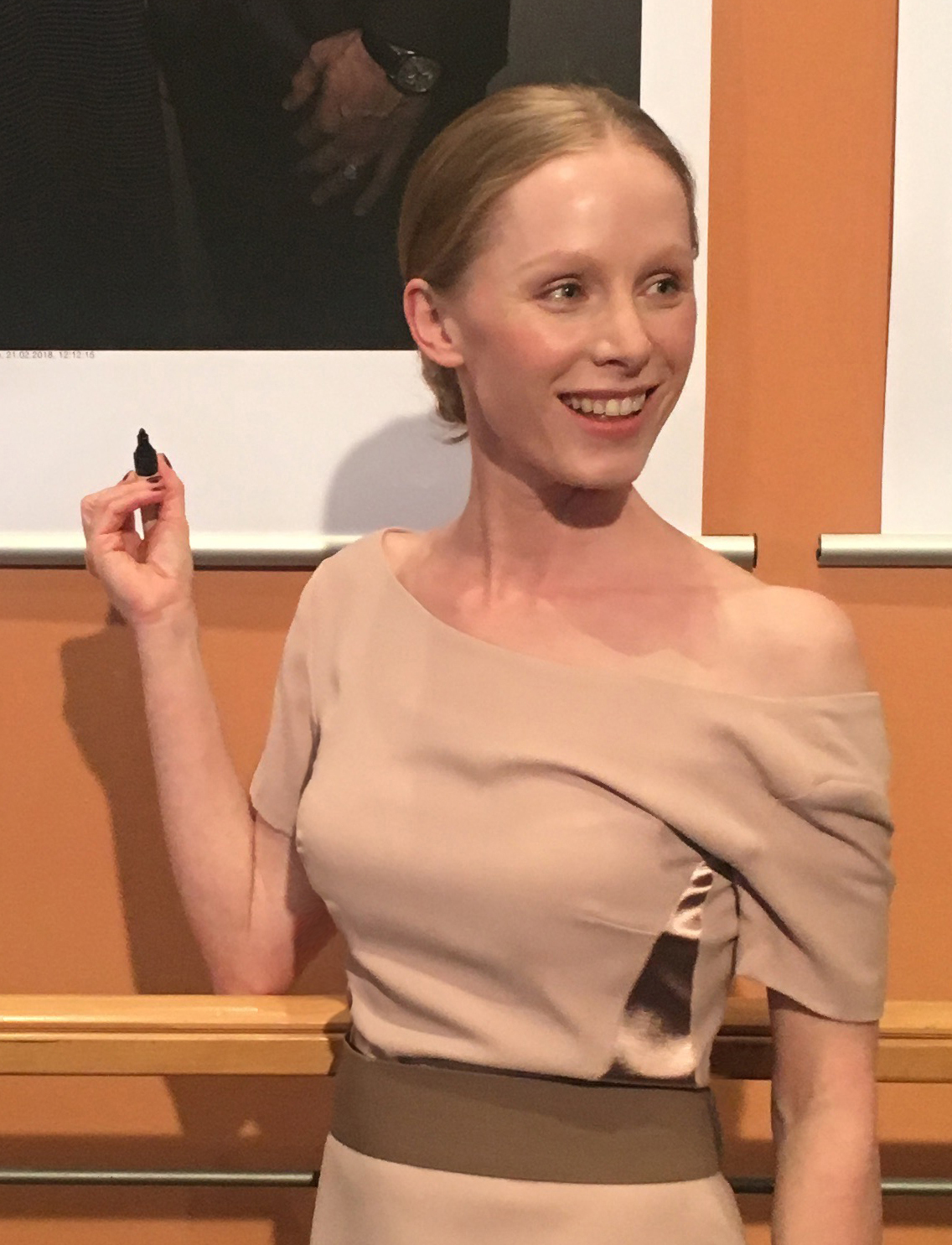
Susanne Wuest a la Berlinale 2018

El 2007 va actuar sota la direcció de Franz Xaver Kroetz a l'obra de teatre d'Arthur Schnitzler Der Ruf des Lebens amb gran èxit al Theater in der Josefstadt fins a principis de 2008. A continuació, van col·laborar amb Wolfgang Becker a la pel·lícula episòdica Deutschland 09, que es va projectar al 59è  Festival Internacional de Cinema de Berlín, qmb Pipilotti Rist per Pepperminta (la primera obra cinematogràfica del videoartista va ser convidada a la 66a Mostra Internacional de Cinema de Venècia) i el director danès Anders Ronnow Klarlund per The Secret Society of Fine Arts. El 2010, es va fer una biografia cinematogràfica sobre el boxejador Max Schmeling, en la qual Susanne Wuest interpreta l'esposa del llegendari boxejador, l'estrella de cinema Anny Ondra, juntament amb Henry Maske i Heino Ferch. En els anys següents va treballar amb nombrosos directors de renom, entre ells: Roland Suso Richter, Franz Xaver Kroetz, Jessica Hausner, Philip Groening, Barbara Albert i Olivier Assays. El 2014 participa a la pel·lícula "Ich seh Ich seh" (Goodnight Mommy) en el paper principal que es va estrenar a Venècia, després es va presentar als Estats Units el 2015 i, després de nombrosos premis de festivals, es va convertir en la presentació austríaca per a l'Oscar a la millor pel·lícula de parla no anglesa (2016), però no va ser nominada.
Wuest és membre de l'Acadèmia de Cinema Alemanya.

## Filmografia
- 1995: Freispiel – director: Harald Sicheritz
- 2002: Der Wald – director: Martin Semlitsch
- 2002: Mein Russland – director: Barbara Gräftner
- 2003: Donau, Duna, Dunaj, Dunav, Dunarea – director: Goran Rebic
- 2004: Antares – director: Götz Spielmann
- 2006: Toast – director: Jessica Hausner
- 2006: Die Geschworene – director: Nikolaus Leytner
- 2007: Soko Wien/Donau – director: Erhard Riedlsperger
- 2008: Trapped in Perfection – director: Michel Katz
- 2009: Thank You, Mr. President – director: Lenn Kudrjawizki
- 2009: Deutschland 09 – director: Wolfgang Becker
- 2009: The Secret Society of Fine Arts – director: Anders Ronnow Klarlund
- 2009: Pepperminta – director: Pipilotti Rist
- 2010: Mörderschwestern – director: Peter Kern
- 2010: Max Schmeling – Eine deutsche Legende – director: Uwe Boll
- 2010: Carlos – director: Olivier Assayas
- 2010: Panta Rhei – director: Kristin Franke
- 2010: La Lisière – Am Waldrand – director: Géraldine Bajard
- 2011: The Hatch – director: Mike Ahern
- 2011: Molly und Mops – Ein Mops kommt selten allein – director: Michael Karen
- 2012: Schnell ermittelt – director: Andreas Kopriva
- 2013: Tatort: Zwischen den Fronten – director: Harald Sicheritz
- 2013: Paul Kemp – Alles kein Problem – Schwarz auf Weiß – director: Sabine Derflinger
- 2014: Judas Goat – director: Pavel Szczepaniak
- 2014: Schwarzer Zucker – director: Kristin Franke
- 2014: Ich seh Ich seh – director: Veronika Franz i Severin Fiala
- 2014: Der Kriminalist – Treu bis in den Tod
- 2015: Nacht der Angst
- 2015: Reiff für die Insel – Katharina und der große Schatz (sèrie de televisió)
- 2016: SOKO Kitzbühel – Amour Fou
- 2016: Das Geheimnis der Hebamme – director: Roland Suso Richter
- 2016: A Cure for Wellness
- 2016: Das Sacher – director: Robert Dornhelm
- 2017: Auf der anderen Seite ist das Gras viel grüner
- 2017: Tatort: Stau
- 2017: Der Mann aus dem Eis
- 2017: Mademoiselle Paradis
- 2017: Der Tod und das Mädchen – Van Leeuwens dritter Fall
- 2018: Mein Bruder heißt Robert und ist ein Idiot
- 2018: Parfum
- 2018: Lore – Hinterkaifeck
- 2019: Südpol
- 2020: 18% Grey
- 2020: Spides (8 episodis)
- 2021: Gefangen
- 2021: SOKO Stuttgart: Der tote Graf
- 2022: Der Bergdoktor – Kalte Stille
- 2022: Wir könnten genauso gut tot sein – director: Natalia Sinelnikova
- 2022: Süßer Rausch (minisèrie)
- 2023: Tatort: Aus dem Dunkel